# Cristian Panin
Cristian Călin Panin est un ancien footballeur roumain né le 9 juin 1978 à Arad. Il évolue au poste de défenseur.
Il est actuellement manager sportif de l'équipe CFR Cluj.

## Palmarès

### Club
CFR Cluj
- Championnat de Roumanie (3) :
  - Champion : 2008, 2010 et 2012

- Coupe de Roumanie (3) :
  - Vainqueur : 2008, 2009 et 2010.

- Supercoupe de Roumanie (2) :
  - Vainqueur : 2009 et 2010